# Солнечное затмение на Плутоне
Солнечные затмения на Плутоне возникают, когда один из его пяти естественных спутников — Харон, Никта, Гидра, Кербер или Стикс — проходит между Плутоном и Солнцем.

## Описание
Солнечное затмение на Плутоне может произойти только в узловых точках его спутников — в точках, где орбиты спутников пересекают плоскость эклиптики карликовой планеты. Поскольку все пять его спутников находятся на орбите в одной плоскости, моменты времени, когда возможно возникновение этого события, являются одинаковыми для всех пятерых. Существуют только две точки на орбите Плутона, где может произойти солнечное затмение. Так как период обращения Плутона вокруг Солнца около 248 лет, вблизи одной из них он бывает лишь каждые 124 года. Для Харона период обращения вокруг Плутона немногим меньше недели, поэтому когда Плутон находится вблизи одной из указанных выше двух точек, с промежутком в трое суток в течение нескольких лет наблюдаются попеременные солнечные затмения на Плутоне (Хароном) и солнечные затмения на Хароне (Плутоном). Именно это происходило в период с февраля 1985 года по октябрь 1990 года, а наблюдение солнечных затмений в системе Плутон—Харон с Земли позволило составить известные «карты яркости» Плутона и получить хорошие оценки радиуса Плутона (1150—1200 км).

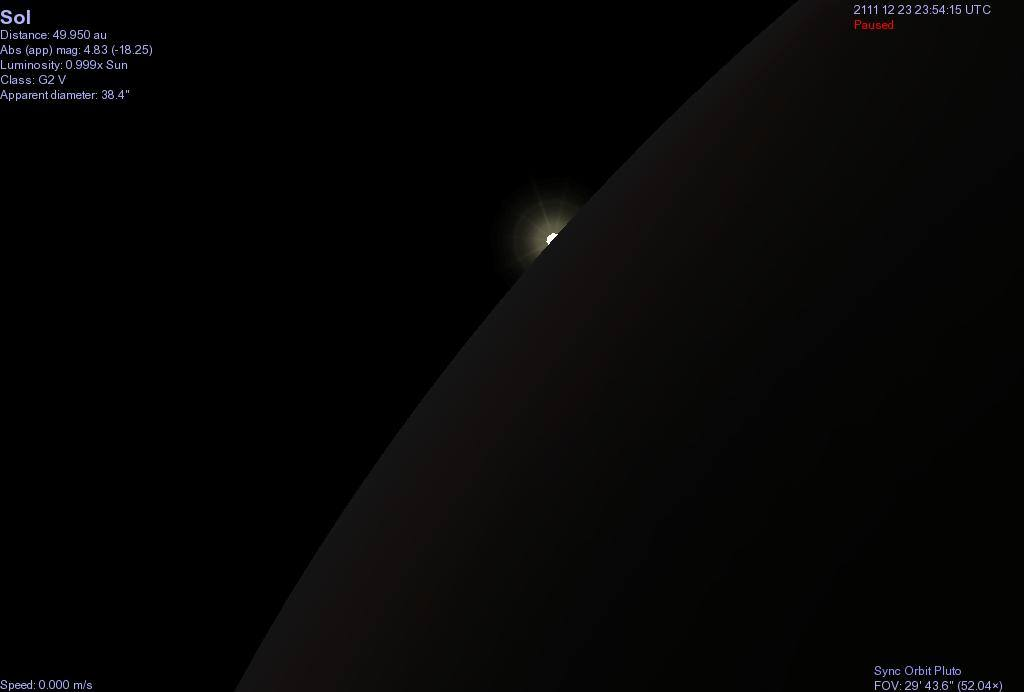
Солнце скрывается за поверхностью Харона во время полного солнечного затмения на Плутоне 23 декабря 2111 года (смоделировано в программе Celestia)
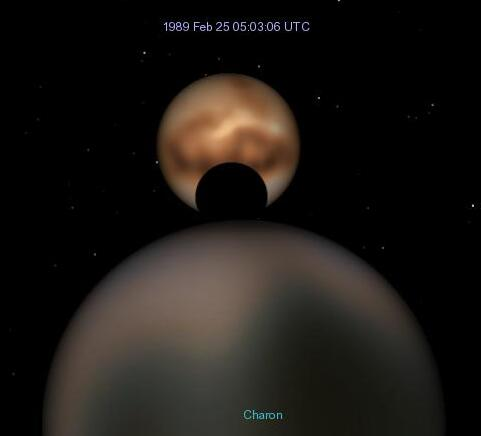
Тень Харона проецируется на поверхность Плутона во время солнечного затмения 25 февраля 1989 года (смоделировано в программе Celestia)